# Band Folia
Band Folia é a cobertura do carnaval no Brasil feita pela Rede Bandeirantes. Feita anualmente desde 1993, com um período de hiato entre 1995 e 1998, a cobertura atualmente se baseia na transmissão ao vivo e em flashs do blocos de carnaval em Salvador, São Paulo e Rio de Janeiro, durante a programação e nos telejornais. Como parte da programação de expectativa que antecede a festa, a emissora exibe ao longo da programação o Boletim Band Folia, e através da Band Bahia, o especial De Olho na Folia. Na cobertura regular, a Band São Paulo exibe localmente o Sampa Folia, enquanto algumas das afiliadas da Band pelo país fazem a cobertura sob suas marcas locais.

## História

### Antecedentes
Entre 1981 e 1983, a Band exibiu os desfiles das escolas de samba do Rio de Janeiro, ainda na Avenida Marquês de Sapucaí. A emissora também ficou conhecida por transmitir os bailes de carnaval, principalmente o Gala Gay no antigo Scala.
Em 1993, a Band trouxe o "Carnaval Band Brasil", inaugurando a exibição do carnaval de Salvador. A emissora seguiu apresentando os flashes da folia do Rio de Janeiro em São Paulo, além da exibição dos bailes de carnaval.

### Band Folia
Em 1999, a Band voltou a investir na cobertura do carnaval, ocupando o espaço deixado pela Rede Manchete, que já se encontrava próxima da falência. A emissora acertou acordo de pool com a Rede Globo para a exibição dos desfiles da escola de samba do Grupo Especial do Rio de Janeiro. Além disso, a Band também exibiu os desfiles do Grupo de Acesso, o Desfile das Campeãs e manteve a programação dos bailes. As exibições marcaram a estreia de Luciano do Valle no carnaval carioca, além da chegada de Astrid Fontenelle, vinda da MTV Brasil.

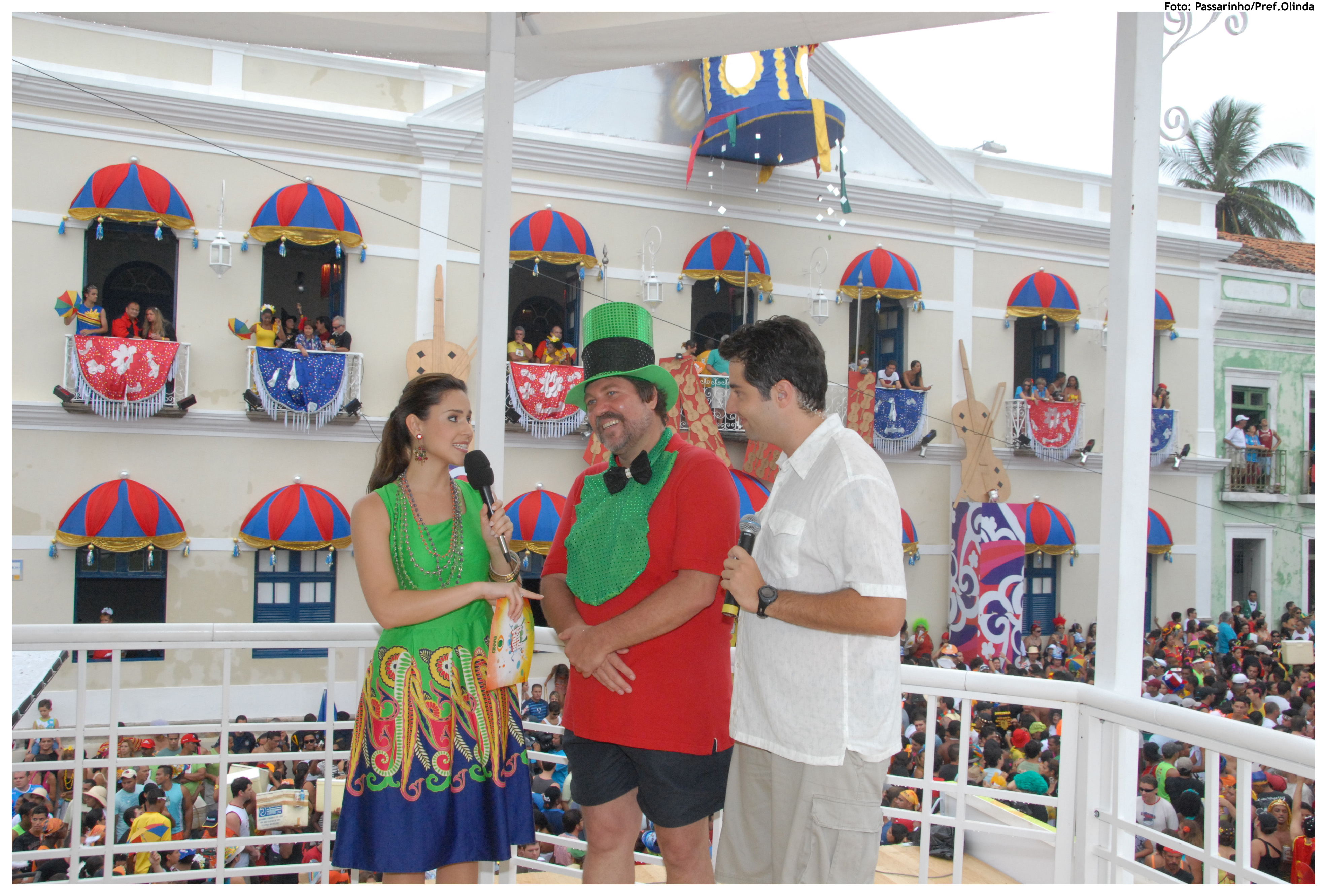
Nadja Haddad e Luiz Megale entrevistam o então prefeito Renildo Calheiros durante a cobertura do Band Folia no Carnaval de Olinda

A partir de 2000, a emissora afixou-se no carnaval de Salvador, mostrando a passagem dos trios elétricos. A Band seguiu transmitindo o Desfile das Campeãs, que seguiu parte da programação até 2011. Em 2010, foi inserido o Carnaval de Pernambuco, em Recife e Olinda, e em 2013 o Carnaval de Vitória. Este último foi o único ano em que houve também alguns flashes do Carnaval de João Pessoa.

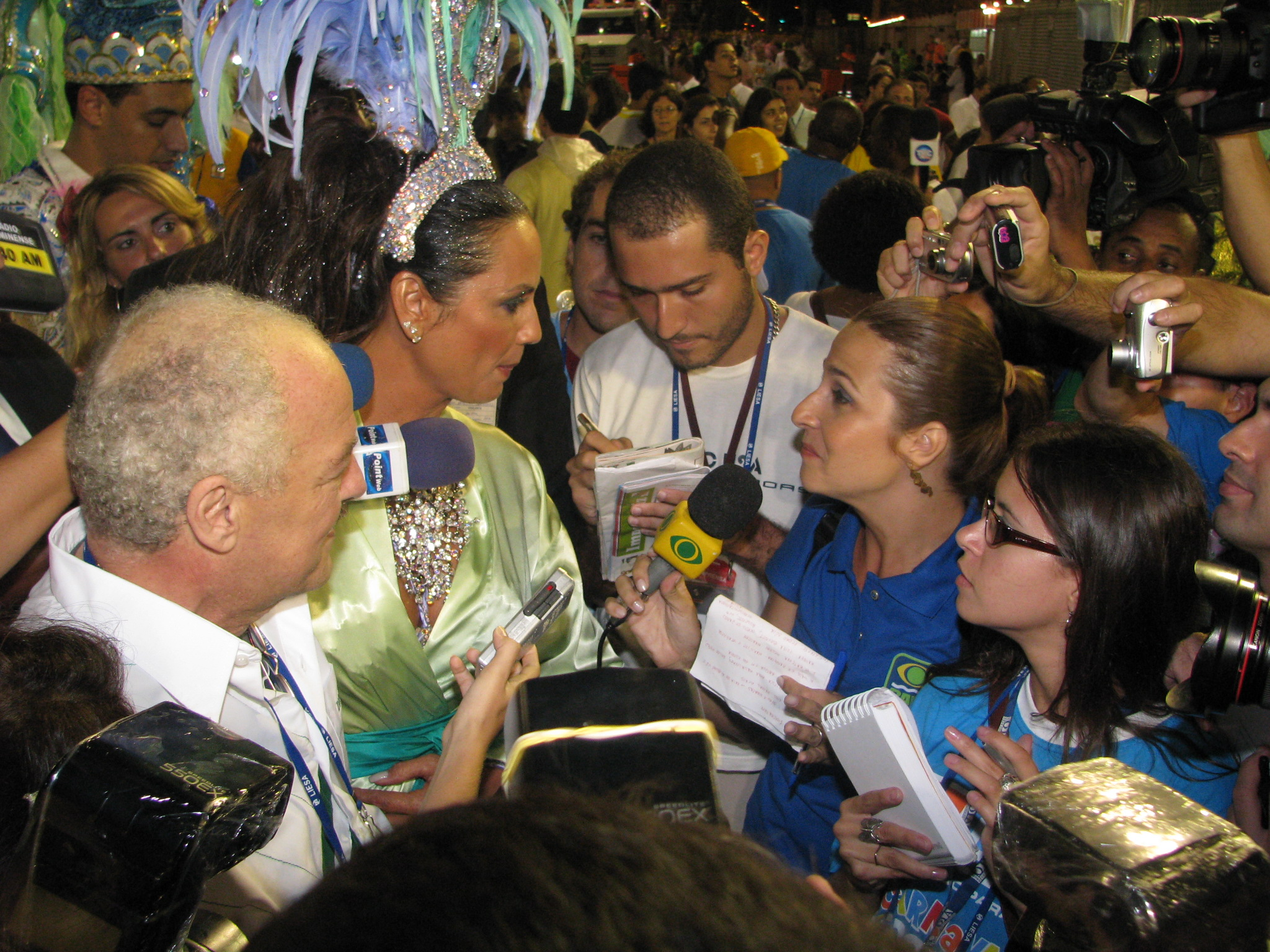
Uma equipe do Band Folia entrevista Luiza Brunet no carnaval de 2008

A cobertura do Carnaval foi feita de três formas: com flashes durante a programação, com entradas ao vivo nos telejornais da emissora e com a transmissão ao vivo nos fins de noite, nas madrugadas e no começo da tarde, dos desfiles dos trios elétricos de Salvador, nos circuitos "Dodô" (Barra-Ondina) e "Osmar" (Campo Grande). Durante as transmissões nos períodos citados, há ainda entradas ao vivo ou gravadas dos carnavais de outras cidades, como os de Recife (Marco Zero) e Olinda, Rio de Janeiro (Marquês de Sapucaí), São Paulo (Sambódromo do Anhembi) e Vitória (Sambão do Povo).

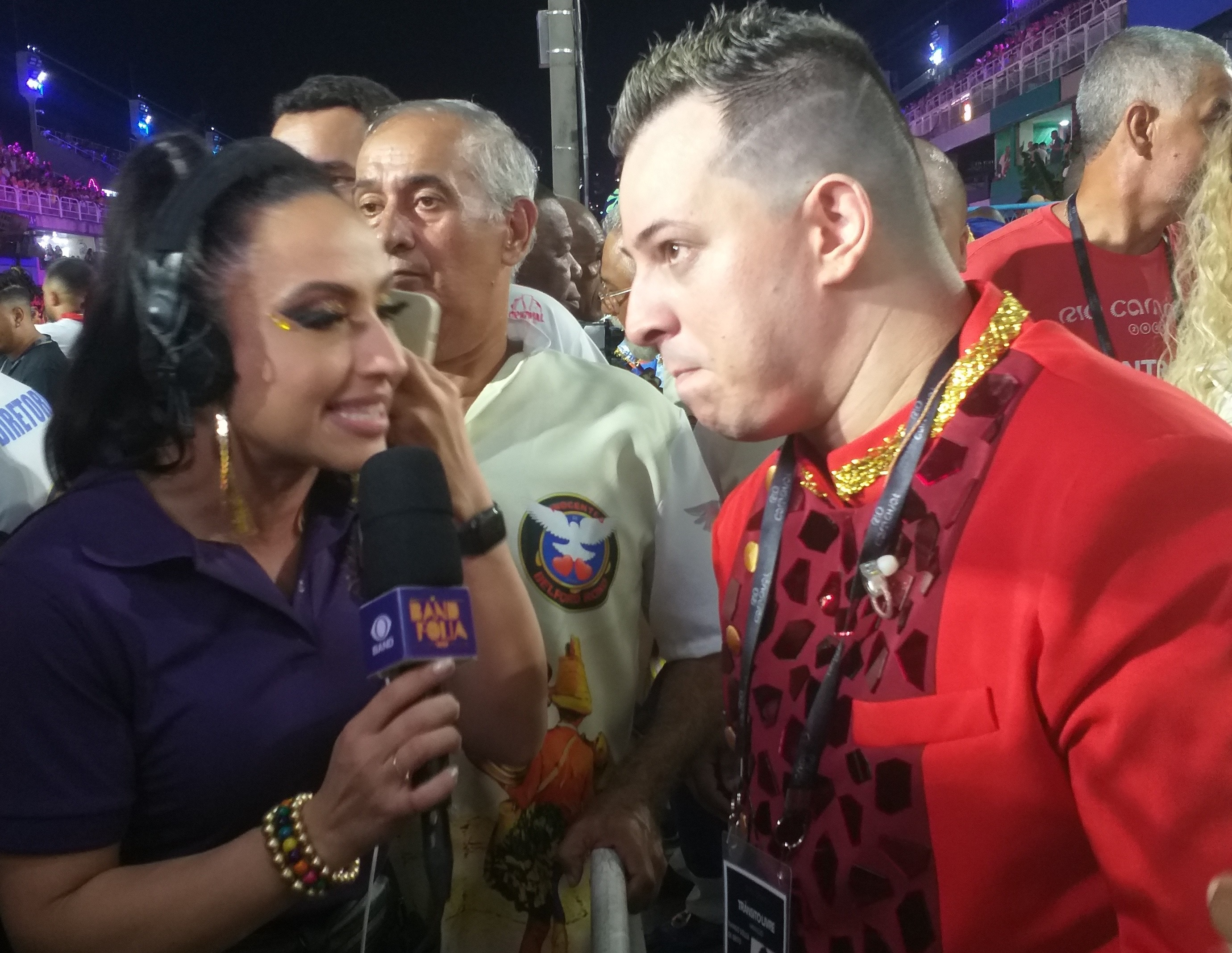
Reportagem do Band Folia entrevista o puxador Thiago Brito no carnaval de 2024

Para 2018, comemorativo dos 25 anos do Band Folia, houve direto de São Paulo a transmissão dos blocos nas tardes da emissora. Em 2023, o grupo de acesso do Rio de Janeiro, retornou à emissora.. Em 2024, foi divulgado que João Paulo Vergueiro e Thaís Dias passam a comandar os desfiles da Série Ouro, substituindo Sérgio Maurício e Glenda Kozlowski e no ano de 2026, além de continuar com a transmissão dos desfiles da Série Ouro, agora retorna com a transmissão do desfile do Grupo de acesso 1, da LigaSP.

## Audiência
Em 2012, junto com o SBT Folia, o programa perdeu a audiência para os programas religiosos da RecordTV. O Band Folia chegou a perder por três dias consecutivos para o Fala Que Eu Te Escuto. Costuma marcar entre zero e 1 ponto no IBOPE. A última grande audiência noticiada foi em 19 de fevereiro de 2007, quando ficou em segundo lugar de audiência por 30 minutos. Segundo o RD1, é comum todo o ano o carnaval derrubar "a audiência das emissoras que recorrem à cobertura da folia, seja no eixo Rio-São Paulo, seja em Salvador." Quando foram iniciadas as transmissões carnavalescas de 2016, a Band marcou 1 ponto de audiência, sendo que antes marcava 3 com Os Simpsons e Pânico na Band.

## Transmissões
| Band | Transmissões         | Apresentadores             |
| ---- | -------------------- | -------------------------- |
| Band | Série Ouro           | João Paulo Vergueiro       |
| Band | Grupo de Acesso 1    |                            |
| Band | Carnaval de Salvador | Juliana Guimarães          |
| Band | Carnaval do Recife   | Artur Tigre e Moab Augusto |

## Premiação
O Troféu Band Folia é a premiação anual da Band para os destaques do ano no carnaval.